# Miquel Massot i Tetas
Miquel Massot i Tetas (Barcelona, 1883 - París, 1968) fou un pintor català que destacà especialment en el camp de la pintura mural.

## Biografia
Es formà a l'escola de l'Escola de la Llotja de Barcelona. El 1902, sent-ne estudiant, fou premiat per l'Acadèmia Provincial de Belles Arts de Barcelona (Llotja de Barcelona) en la categoria de pintura decorativa. Per aquest motiu li fou concedida una borsa de viatge.
Va ser un membre actiu del Cercle Artístic de Sant Lluc, una entitat que era un referent per a l'art i cultura barcelonina i catalana dels segles xix i xx estretament lligada al sector de l'Església més obert i autonomista. Presentà diverses composicions a. les Exposicions de Belles Arts de Barcelona dels anys 1911, 1919, 1922, 1923 i a les de Primavera del 1935 i el 1936. Continuà la seva formació a París on també hi era el seu gran amic Josep Maria Sert.
Exposà als Salons de París a entre 1908 i 1914. El 1910 va realitzar la gran pintura mural que orna el vestíbul del Palau de la Música Catalana de Barcelona, titulada "La ciència musical vers la inspiració", creada amb un estil influït pel classicisme noucentista.

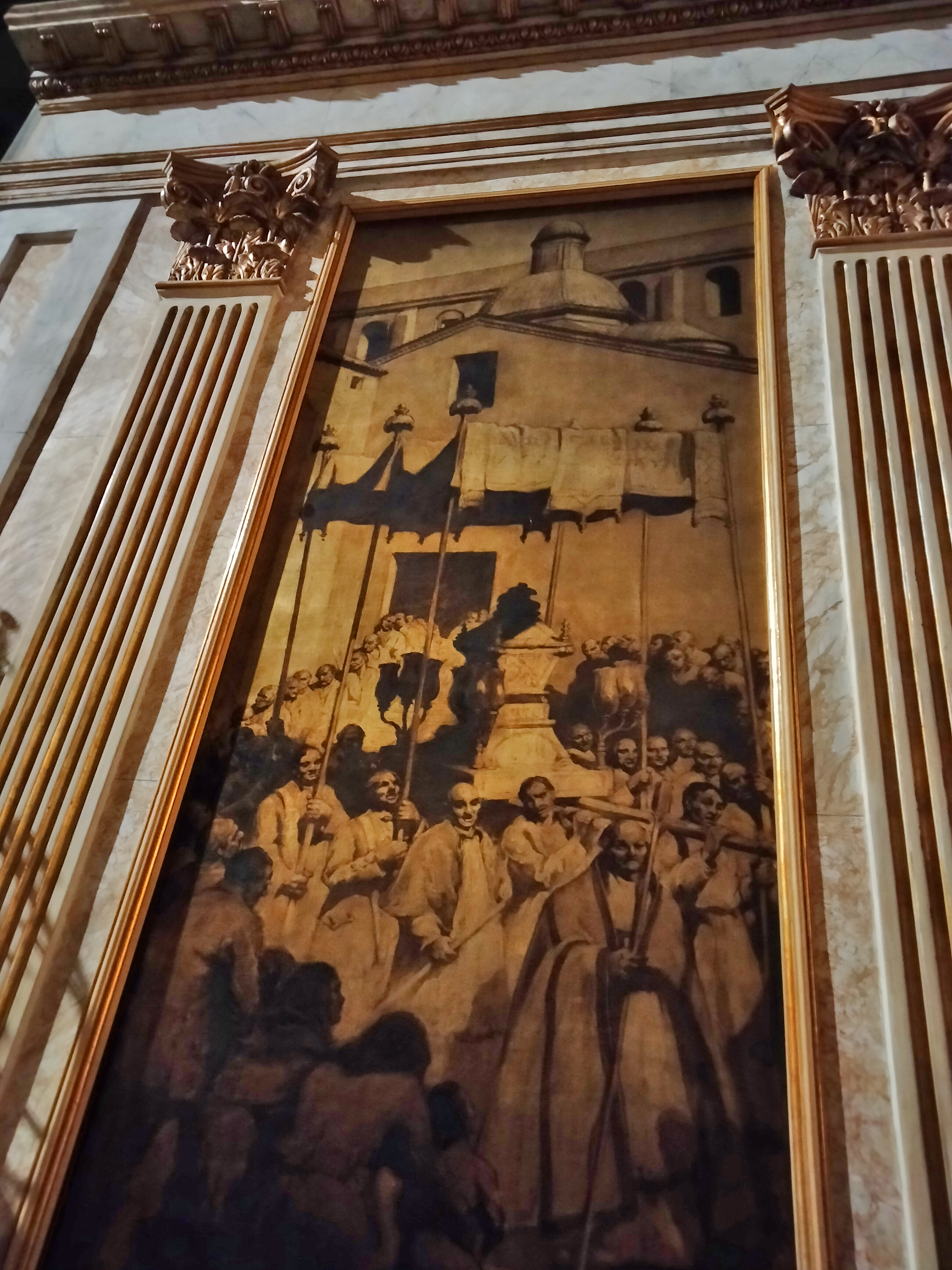
La processó de les Santes.. Pintura de Miquel Massot i Tetas a la basílica de Santa Maria de Mataró

Fou l'estret col·laborador de Josep Maria Sert entre 1939 i 1945 en les noves pintures morals de la catedral de Vic, ja que les primeres foren destruïdes a l'inici de la Guerra Civil. El programa iconogràfic en aquesta segona versió glossava la Redempció. Mort el pintor Sert, Miquel Massot pintà les llunetes de la sobre cornisa, seguint la temàtica sobre les Benaurances, existents abans de la crema de 1936.
L'any 1948 Massot acabà les grans pintures murals que omplen tots els paraments de la Capella de les Santes a la basílica de Santa Maria de Mataró. Les quals plasmen episodis històrics relacionats amb el culte les santes Juliana i Semproniana seguint les pautes dels treballs fets amb Sert.
Posteriorment, Miquel Massot residí i treballà al seu estudi de París fins a la seva mort.